# Janusz de Beaurain
Janusz de Beaurain, poljski general, * 1893, † 1959.